# 徳永久志
徳永 久志（とくなが ひさし、1963年6月27日 - ）は、日本の政治家。
外務大臣政務官（菅直人内閣・菅直人第1次改造内閣・菅直人第2次改造内閣）、衆議院議員（1期）、参議院北朝鮮による拉致問題等に関する特別委員長、参議院議員（1期）、民主党副幹事長、立憲民主党常任幹事、教育無償化を実現する会幹事長、滋賀県議会議員（2期）などを歴任。

## 来歴
大阪府守口市に生まれ、滋賀県近江八幡市で育つ。近江八幡市立金田小学校、近江兄弟社中学校、滋賀県立彦根東高等学校卒業後、早稲田大学に入学。大学時代は一時新自由クラブ学生部に所属。ロッキード事件の判決が争点となった1983年の衆院選では、田中角栄の対立候補として立候補した野坂昭如に応援に入り、「闘う姿に感銘を受けた」として政治家を志す。1987年に早稲田大学政治経済学部政治学科を卒業し、松下政経塾に入塾（第8期生）。1991年に卒塾後、民間企業で勤務する。
1997年に衆議院議員・笹木竜三の公設秘書になり、政策スタッフを務める。1999年に滋賀県議会議員に初当選し、後に民主党に入党。2003年に再選。選挙区は近江八幡市。2004年の第20回参議院議員通常選挙では、民主党の滋賀県選挙区候補として当初本命視されていた。同選挙では民主党から立候補した林久美子が当選した。
2007年の第21回参議院議員通常選挙に民主党公認で滋賀県選挙区から立候補し、自由民主党現職の山下英利を破って初当選。2012年に北朝鮮による拉致問題等に関する特別委員会委員長に就任。他に、外交防衛委員会、行政監視委員会、内閣委員会、決算委員会、消費者問題に関する特別委員会、議院運営委員会、沖縄及び北方問題に関する特別委員会、環境委員会などに所属した。また、民主党副幹事長も務めた。
14年間にわたる政治活動の中で最も重視した政策テーマは「琵琶湖」であるとしており、「琵琶湖総合保全法」の制定を目指している。

### 外務大臣政務官
2010年6月に発足された菅直人内閣で外務大臣政務官に就任した。同年9月の内閣改造、翌1月の内閣改造でも留任している。在任中の外務大臣は前原誠司と松本剛明。
2010年12月15日に日本政府代表として、ニューヨークで開かれた「イラクに関する国連安保理閣僚級会合」に出席した。この会議で3本の安保理決議が採択され、徳永も自衛隊のイラク復興支援への貢献などについて演説を行っている。翌年1月10日から11日にかけて中東諸国を歴訪した。ヨルダンではサミル・リファーイ首相らと会談し、ハッサン計画・国際協力大臣と「ヨルダン南部地域給水改善計画」の交換公文に署名した。
2月22日に発生したニュージーランドのカンタベリー地震では、同月24日から国際緊急援助隊らとともに政府専用機で現地入りし、現地対策本部を現地指揮した。徳永は現地から菅直人首相に電話に被害状況を伝達し、富山外国語専門学校の生徒がいたビルで国籍不明の遺体が発見されたことなどを知らせた。この報告を受け、外務省は被害者と思われる家族に情報を伝達し、政府はニュージランド地震対策室を対策本部に格上げした。ニュージーランド政府は防犯対策や二次被害対策として被災地の規制を強化し、26日に市対策本部前で記者会見を予定した徳永も足止めをくらっている。3月1日、徳永は現地の追悼式典でジョン・キー首相と短時間会談し、日本人の安否不明者家族の被災地を訪問したいという要望を伝えた。被災者家族も2月24日から順次現地入りし、被災地訪問を要請していたが現地警察の許可がおりなかったためであった。キーは徳永に迅速な対応を約束した翌日、被害者家族はようやくビルの倒壊現場のバス越しでの訪問が許され、徳永も同行した。3月5日になって徳永は帰国し、菅首相らに現地状況の報告を行った。
5月7日、日本政府の要人として初めて、革命によるホスニー・ムバラク政権崩壊後のエジプトを訪問し、アラブ連盟のアムル・ムーサ議長らと会談した。7月15日には、第4回リビア・コンタクト・グループ会合に日本政府代表として出席した。同会議に日本から政務官レベルが出席するのは初めてである。徳永はリビア国民評議会を「リビアにおける正統な対話相手(the legitimate interlocutor of the Libyan people)」であると表明し、マフムード・ジブリール執行委員会委員長とも会談するなど、日本政府の評議会との関係強化の方針を明確化した。

### 落選・衆院鞍替え
2013年の第23回参議院議員通常選挙に民主党公認で滋賀県選挙区から立候補するも、自民党新人の二之湯武史に倍近い差を付けられ落選した。2014年、民主党滋賀4区総支部長に就任した。同年行われた第47回衆議院議員総選挙において滋賀4区から立候補したが自民党現職の武藤貴也に2万票近い差を付けられ落選した。
2017年の第48回衆議院議員総選挙に滋賀4区から希望の党公認で立候補したが、落選。
2018年12月12日、国民民主党滋賀4区支部長に就任。
2019年2月17日、国民民主党滋賀県連代表に就任。
2020年9月15日、旧立憲民主党・旧国民民主党などが合流し、新「立憲民主党」が設立。徳永も新党に参加。
2021年10月31日の第49回衆議院議員総選挙に滋賀4区から立憲民主党公認で立候補。小選挙区では自民党公認の小寺裕雄に敗れたが、立憲民主党が比例近畿ブロックで3議席獲得。3番目の惜敗率（83.119%）だった徳永は比例復活で当選した。枝野幸男代表の辞任に伴う代表選挙（11月30日実施）では泉健太の推薦人に名を連ねた。

### 立憲民主党除籍
次期総選挙となる第50回衆議院議員総選挙では滋賀県内の小選挙区削減により滋賀2区に移動する形で立憲民主党の公認予定候補となっていたが、2023年6月27日、立憲民主党に離党届を提出した。岡田克也幹事長はその場で離党届の受理はせず、預かりとした。翌28日には滋賀県庁で記者会見し、離党届を提出した理由について、岸田内閣に対する内閣不信任決議案提出など、党の国会対応に「強い違和感を覚えたため」と説明した。当面は無所属で活動し、次期衆院選では滋賀2区から出馬する意向も示した。一方、岡田幹事長は徳永が比例代表での選出や党近畿ブロック常任幹事・滋賀県連代表などの要職に就いていることなどを考慮し「厳しい対応は避けられない。責任は重い」と離党届を受理せず、徳永の除籍も含めた厳正な処分を示唆した。30日に泉健太代表は記者会見で「選挙区で勝てずに比例復活で与えられた議席だ。返上してもらいたい」と述べ議員辞職を勧告した。立憲民主党は7月4日の常任幹事会は徳永の提出した離党届を受理せず、除籍処分とする手続きに入ることを了承し、同月18日付で除籍処分となった。併せて比例代表近畿ブロックで選出されている事から党が獲得した議席の返上を求め、議員辞職勧告も行った。

### 教育無償化を実現する会・日本維新の会
2023年11月30日、国会内で開かれた記者会見で前原誠司率いる教育無償化を実現する会に参加することを発表し、同党の幹事長に就任。
2024年10月10日、前原らとともに日本維新の会に合流し、第50回衆議院議員総選挙では同党から立候補することが発表された。選挙の結果、滋賀2区では立憲民主党の候補者を下回る3位に終わり、比例復活もならず落選した。

## 政策・主張

### 憲法
- 憲法改正について、2017年のアンケートでは「どちらかといえば賛成」と回答[45]。2021年のアンケートでは「どちらかといえば反対」と回答[46]。

- 憲法9条への自衛隊の明記について、2021年のアンケートで「どちらかといえば反対」と回答[47]。

- 憲法を改正し緊急事態条項を設けることについて、2021年の毎日新聞社のアンケートで「反対」と回答[48]。

### 外交・安全保障
- 安全保障関連法の成立について、2017年のアンケートで「どちらかといえば評価しない」と回答[45]。

- 「他国からの攻撃が予想される場合には敵基地攻撃もためらうべきではない」との問題提起に対し、2021年のアンケートで「どちらとも言えない」と回答[46]。

- 「北朝鮮に対しては対話よりも圧力を優先すべきだ」との問題提起に対し、2017年、2021年のアンケートで「どちらとも言えない」と回答[45][46]。

- 普天間基地の辺野古移設について、2021年のアンケートで「どちらかと言えば反対」と回答[46]。

- 徴用工訴訟などの歴史問題をめぐる日韓の関係悪化についてどう考えるかとの問いに対し、2021年の毎日新聞社のアンケートで「より柔軟な態度で臨む」と回答[48]。

### ジェンダー
- 選択的夫婦別姓制度の導入について、2014年のアンケートでは「どちらかといえば賛成」と回答[49]。2017年、2021年のアンケートでは「賛成」と回答[45][46]。

- 同性婚を可能とする法改正について、2017年のアンケートで「どちらかと言えば賛成」と回答[45]。2021年の朝日新聞社のアンケートで「どちらかと言えば賛成」と回答し[46]、同年のNHKのアンケートで「賛成」と回答[47]。

- 「LGBTなど性的少数者をめぐる理解増進法案を早期に成立させるべきか」との問題提起に対し、2021年のアンケートで「どちらかといえば賛成」と回答[46]。

- クオータ制の導入について、2021年のアンケートで「どちらかといえば賛成」と回答[47]。

### その他
- アベノミクスについて、2017年のアンケートで「評価しない」と回答[45]。

- 安倍内閣による森友学園問題・加計学園問題への対応について、2017年のアンケートで「評価しない」と回答[45]。

- 森友学園への国有地売却をめぐる公文書改竄問題で、2021年5月6日、国は「赤木ファイル」の存在を初めて認めた[50]。しかし5月13日、菅義偉首相はファイルの存在を踏まえた再調査を行わない考えを報道各社に書面で示した[51]。9月の自民党総裁選挙で総裁に選出された岸田文雄も10月11日、衆議院本会議の代表質問で再調査の実施を否定した[52]。国の対応をどう考えるかとの同年の毎日新聞社のアンケートに対し「さらに調査や説明をすべきだ」と回答[48]。

## 人物
家族は妻と二女子がいる。趣味は読書、プロレス、プロ野球観戦。座右の銘は"One for all, All for one"。近江兄弟社学園評議員、早稲田大学校友会評議員も務めている。

## 選挙歴
| 当落 | 選挙                     | 執行日         | 年齢 | 選挙区           | 政党         | 得票数     | 得票率 | 定数 | 得票順位 /候補者数 | 政党内比例順位 /政党当選者数 |
| ---- | ------------------------ | -------------- | ---- | ---------------- | ------------ | ---------- | ------ | ---- | ------------------ | ---------------------------- |
| 当   | 1999年滋賀県議会議員選挙 | 1999年4月11日  | 35   | 近江八幡市選挙区 | 無所属       | 9035票     | 28.38% | 2    | 1/4                | /                            |
| 当   | 2003年滋賀県議会議員選挙 | 2003年4月13日  | 39   | 近江八幡市選挙区 | 民主党       | 9562票     | 39.32% | 2    | 2/3                | /                            |
| 当   | 第21回参議院議員通常選挙 | 2007年07月29日 | 44   | 滋賀県選挙区     | 民主党       | 32万5365票 | 50.23% | 1    | 1/3                | /                            |
| 落   | 第23回参議院議員通常選挙 | 2013年07月21日 | 50   | 滋賀県選挙区     | 民主党       | 16万7399票 | 29.24% | 1    | 2/4                | /                            |
| 落   | 第47回衆議院議員総選挙   | 2014年12月14日 | 51   | 滋賀県第4区      | 民主党       | 4万902票   | 26.21% | 1    | 3/4                | 6/4                          |
| 落   | 第48回衆議院議員総選挙   | 2017年10月22日 | 54   | 滋賀県第4区      | 希望の党     | 6万4617票  | 38.55% | 1    | 2/3                | 7/3                          |
| 比当 | 第49回衆議院議員総選挙   | 2021年10月31日 | 58   | 滋賀県第4区      | 立憲民主党   | 7万2116票  | 45.39% | 1    | 2/2                | 3/3                          |
| 落   | 第50回衆議院議員総選挙   | 2024年10月27日 | 61   | 滋賀県第2区      | 日本維新の会 | 6万2646票  | 27.56% | 1    | 3/3                | 10/7                         |